# Drenova (Gornji Milanovac)
Pour les articles homonymes, voir Drenova.
Drenova (en serbe cyrillique : Дренова) est un village de Serbie situé dans la municipalité de Gornji Milanovac, district de Moravica. Au recensement de 2011, il comptait 218 habitants.

## Démographie
| 1948 | 1953 | 1961 | 1971 | 1981 | 1991 | 2002 | 2011 |
| ---- | ---- | ---- | ---- | ---- | ---- | ---- | ---- |
| 875  | 823  | 759  | 587  | 504  | 373  | 264  | 218  |

|  |